# تریگولو
تریگولو (به ایتالیایی: Trigolo) یک کومونه در ایتالیا است که در استان کریمونا واقع شده‌است. تریگولو ۱۶٫۲ کیلومتر مربع مساحت و ۱٬۷۱۱ نفر جمعیت دارد.